# Поліційно-прикордонна служба Естонії
Естонська поліція і прикордонна охорона (ест. Eesti Politsei- ja Piirivalveamet) — офіційна назва органів правопорядку Естонії з 2010 року. Раніше існувала поліція Естонії (ест. Eesti Politsei). 

## Структура
Найвищим рангом офіцера поліції є національний комісар поліції. Центральним органом є Поліційна служба Естонії, яка управляє, керує та координує всі поліційні підрозділи.

### Підрозділи поліції Естонії
Поліція Естонії складається з трьох підрозділів: центральна кримінальна поліція, центральний відділ правопорядку, і центр криміналістики.
Територіально здійснюється розподіл на 4 поліційні префектури. Місцевих полісменів називають префектами. 

### Відповідні урядові відділи
Поліція працює під егідою Міністерства внутрішніх справ. Міністерство курує 5 центральних служб правопорядку — службу поліції, службу охорони, службу поліції і прикордонної охорони, службою порятунку. Також в під його юрисдикцією знаходиться Інспекція з питань захисту даних та Академія державної служби, яка є освітнім закладом, що забезпечує прикладну вищу освіту в області правоохоронної діяльності, а також інших областях діяльності міністерства внутрішніх справ.